# 肺炎レンサ球菌
肺炎レンサ球菌（はいえんレンサきゅうきん、Streptococcus pneumoniae）とは、肺炎などの呼吸器の感染症や全身性感染症を引き起こすレンサ球菌。日本の臨床医療現場では肺炎球菌と呼ばれることが多い。また、肺炎双球菌 (Diplococcus pneumoniae) とも呼ぶことがある。病原菌であるとともに、遺伝学の発展に大きな影響を与えた実験材料としてもよく知られる。

## 歴史
肺炎の原因菌であることから「pneumococcus（肺炎球菌）」と呼ばれ、1881年に、アメリカ陸軍の内科医であったGeorge Miller Sternberg (en) と、フランスの化学者ルイ・パスツールによって同時に独立して単離された。
この菌は、グラム染色された喀痰内での特徴的な外見から、1926年に Diplococcus pneumoniae （肺炎双球菌）と呼ばれるようになった。液体培地内で鎖状の増殖を呈することから、1974年に Streptococcus pneumoniae （肺炎レンサ球菌）と改称された。

## 構造
グラム陽性の双球菌で、学名は Streptococcus pneumoniae。医学分野では単純化して Pneumococcus とも呼ばれるが、これは正式な学名ではない。通常の血液寒天培地に発育し、α溶血性を示す。コロニーは自己融解のために中央がくぼんだ特徴的な形状である。肺炎、敗血症、髄膜炎などの起炎菌となる強毒菌であるが、特に乳幼児などでは鼻咽頭にも常在している。
菌体表面に莢膜と呼ばれる多糖体を有する菌体構造を持ち、現在90種類以上分類されている。

## 臨床像
さまざまな疾病の起炎菌となりうるが、大きく分けて局所感染症と全身性（侵襲性）感染症に分けられる。

### 局所感染症
肺炎球菌は、その名のとおり気道の細菌性感染症の起炎菌として重要である。
肺炎一般細菌としては（マイコプラズマやクラミジア、ウイルスを除けば）、市中肺炎の最大の起炎菌である。乳幼児ではインフルエンザ桿菌に次ぐ。また、乳幼児では全身性感染症の部分症状として肺炎が発症する場合がある。鉄錆色の喀痰を示すことで有名である。
急性中耳炎特に乳幼児で問題になる。乳幼児は耳管が短いため、鼻咽頭に常在する肺炎球菌が耳管を通って中耳に侵入しやすい。こうなると発症してしまう場合がある。

### 全身性（侵襲性）感染症
本来無菌であるはずの血液中で肺炎球菌が増殖している状態（菌血症）および、菌血症の合併症として発症する臓器･器官の感染症を侵襲性感染症と呼ぶ。
乳幼児で多く見られ、細菌の進入経路としては鼻咽頭から血流中へと菌が直接進入すると考えられている。生後間もない状態は、母親から肺炎球菌に対する特異的な移行抗体（クラスIgG2）が肺炎球菌の感染を防いでいるが、この抗体の濃度は生後数ヶ月で急激に減少してくる。一方クラスIgG2の抗体産生能が成熟するのは4歳頃であり、移行抗体が消失した後から自力で産生できるまでの期間は肺炎球菌の感染に対して無防備な状態である。そのため、2ヶ月になったら可能な限り早期にワクチンで肺炎球菌に対する免疫を獲得しておくことが、肺炎球菌の全身感染症を予防する唯一の方法である。
細菌性髄膜炎肺炎球菌の全身性感染症として最も重篤なもの。死亡率数%、神経学的後遺症は1〜2割の患者で発症するとされる。症状は発熱、頭痛、嘔吐、意識障害、痙攣など。症状の進行が極めて急速で、発症から24時間以内に死亡する場合もある（劇症型）。
播種性血管内凝固 (DIC)肺炎球菌に限らず敗血症の合併症として重要。血液中の凝固因子が消費されるため、｢凝固｣という名を冠しているが症状は出血傾向である。血管内に微小血栓を作り、その微小血栓が各種臓器に塞栓症状をきたすと考えられている。結果、DICの状態が続くと多臓器不全に陥る。治療としては、蛋白分解酵素阻害薬（メシル酸ガベキサートなど）の投与、凝固因子の補充（新鮮凍結血漿輸血）などがある。
そのほか、化膿性骨髄炎、化膿性関節炎、蜂窩織炎などがみられる。
肺炎球菌肺炎に菌血症を伴うことは成人でも乳幼児でもみられるが、各種研究の結果、成人ではまず肺炎を発症し、重症化していく中で敗血症を合併すると考えられる一方で、乳幼児では鼻咽頭の肺炎球菌が血流中に侵入し、そこから播種性に肺炎をきたすものと考えられている。

無脾症や脾臓摘出後での肺炎球菌敗血症は急速かつ致死的になることがある。Streptococcus pneumoniaeは莢膜をもつ細菌で、莢膜をもつ細菌は、主に脾臓に存在する食細胞による免疫グロブリンを介したオプソニン化によって除去される。無脾症は、抗体を介した貪食を減少させ、莢膜をもつ病原体に対する宿主の免疫を低下させる。

## 治療
肺炎球菌による局所感染症と全身性感染症とでは、生命予後や機能予後（後遺症を残すかどうか）に大きな差がある。このため、治療戦略も異なってくる。

### 局所感染症
局所感染症の場合、治療の第1選択はペニシリン系抗生物質である。セフェム系も有効だが、気道への移行がペニシリン系に比べると悪く、またセフェム系は1種類のペニシリン結合蛋白にしか結合できないため、耐性が獲得されやすいという問題がある。近年ペニシリン耐性（実際にはむしろ、セフェムに対する耐性が強い）肺炎球菌が問題になるにあたって、肺炎球菌局所感染症に対するペニシリンの投与が見直されている。
乳幼児の急性中耳炎に対しては経口の新世代セフェム（セフジトレン･ピボキシル、セフカペン･ピボキシルなど）の投与が一般的になっていたが、上記のような観点からペニシリン系＋β-ラクタマーゼ阻害剤合剤のアモキシシリン・クラブラン酸（AMPC/CVA, 商品名オーグメンチン、クラバモックス）の使用が推奨されるようになった。
（肺炎球菌にβ-ラクタマーゼ産生菌はないが、乳幼児の中耳炎の起炎菌として重要なもう一つの菌、インフルエンザ桿菌にはβ-ラクタマーゼ産生菌が少なからず存在するため、アモキシシリン単剤ではなくクラブラン酸との合剤が推奨されている）

### 全身性感染症
全身性感染症では治療の遅れが生命の危機をもたらす危険があるため、治療開始当初からペニシリン耐性肺炎球菌にも有効な抗菌薬を投与することが求められる。米国ではバンコマイシン(VCM)が推奨されているが、日本ではパニペネム・ベタミプロン（PAPM/BP）などカルバペネム系抗生物質が第一選択とされる場合が多い。感受性判明後、可能であればより抗菌スペクトラムの狭い抗菌薬（ペニシリン系など）に変更する。

## 予防
肺炎球菌ワクチンが有効であり、成人用と小児用の2種類が存在する。

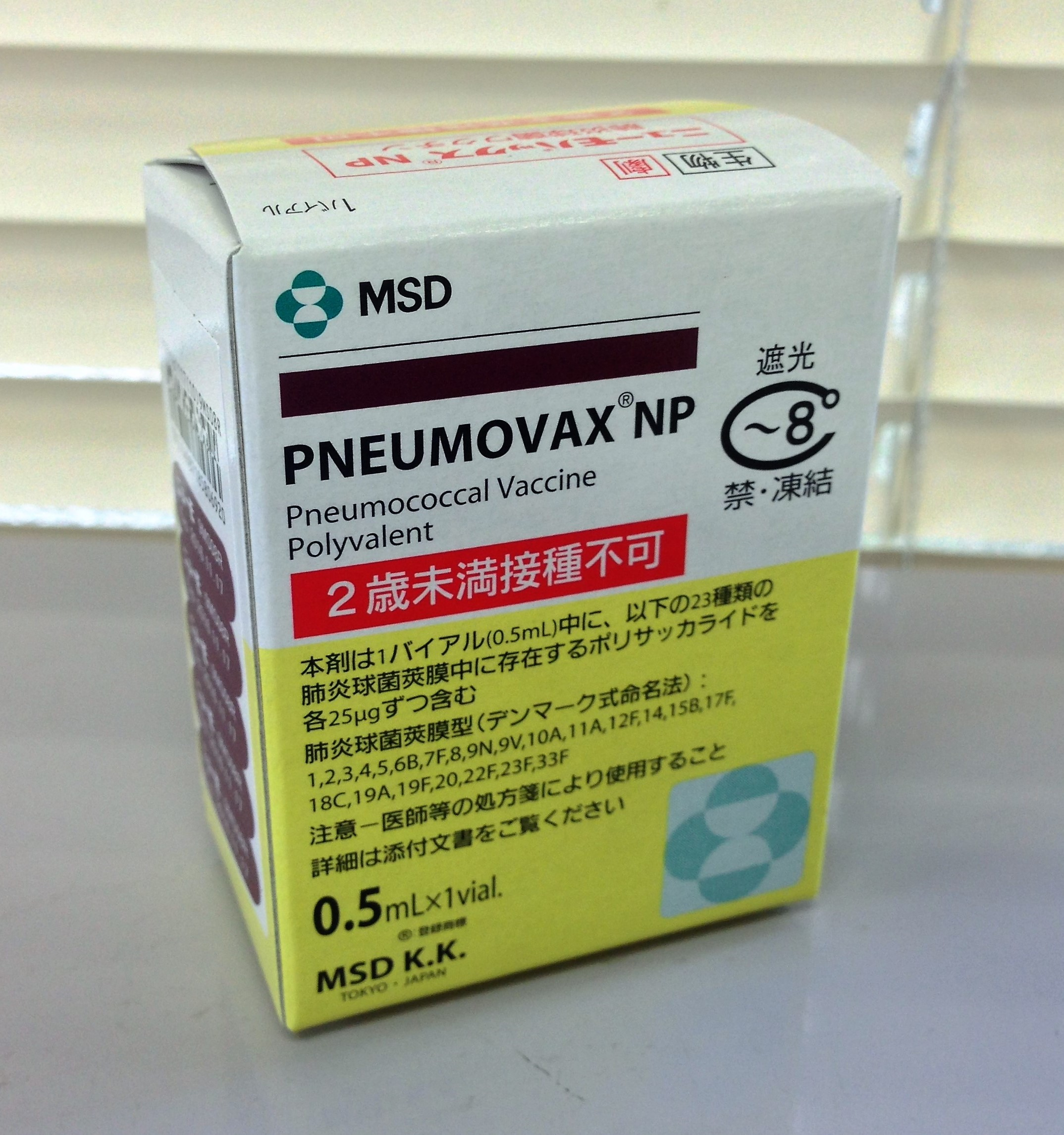
ニューモバックス

- 成人用肺炎球菌ワクチン：ニューモバックスNP Pneumovax NP（MSD）

23価不活化ワクチン（肺炎球菌莢膜血清型ポリサッカライドを含む肺炎球菌ワクチン）で、接種回数は1回。製造元によると80種程度ある肺炎球菌のうち、症例の8割をカバーする23種に対する免疫を獲得できるという。ワクチンの効果は接種から5年とされているが、一度接種すると次に接種する際に接種部位に発赤、腫脹、腕の痛みなど副作用があり、2年以内に再接種すると強い反応を示すとしているため、「再接種の必要性を慎重に考慮した上で、前回接種から十分な間隔を確保して行うこと」としている。なお、保険給付の対象は「2歳以上の脾摘患者における肺炎球菌による感染症の発症予防」の目的で使用した場合のみであった。
2014年10月1日より高齢者へのニューモバックスNP接種は定期接種となり公費補助がなされることとなった。接種対象年齢は65, 70, ...100歳と5歳区切りで指定されている。なお、過去にプレベナー13（下記参照）を接種したことがある場合でも、ニューモバックスNPを定期接種として受けることができる。
- 小児および高齢者用肺炎球菌ワクチン：プレベナー13 Prevenar PCV13（ファイザー）

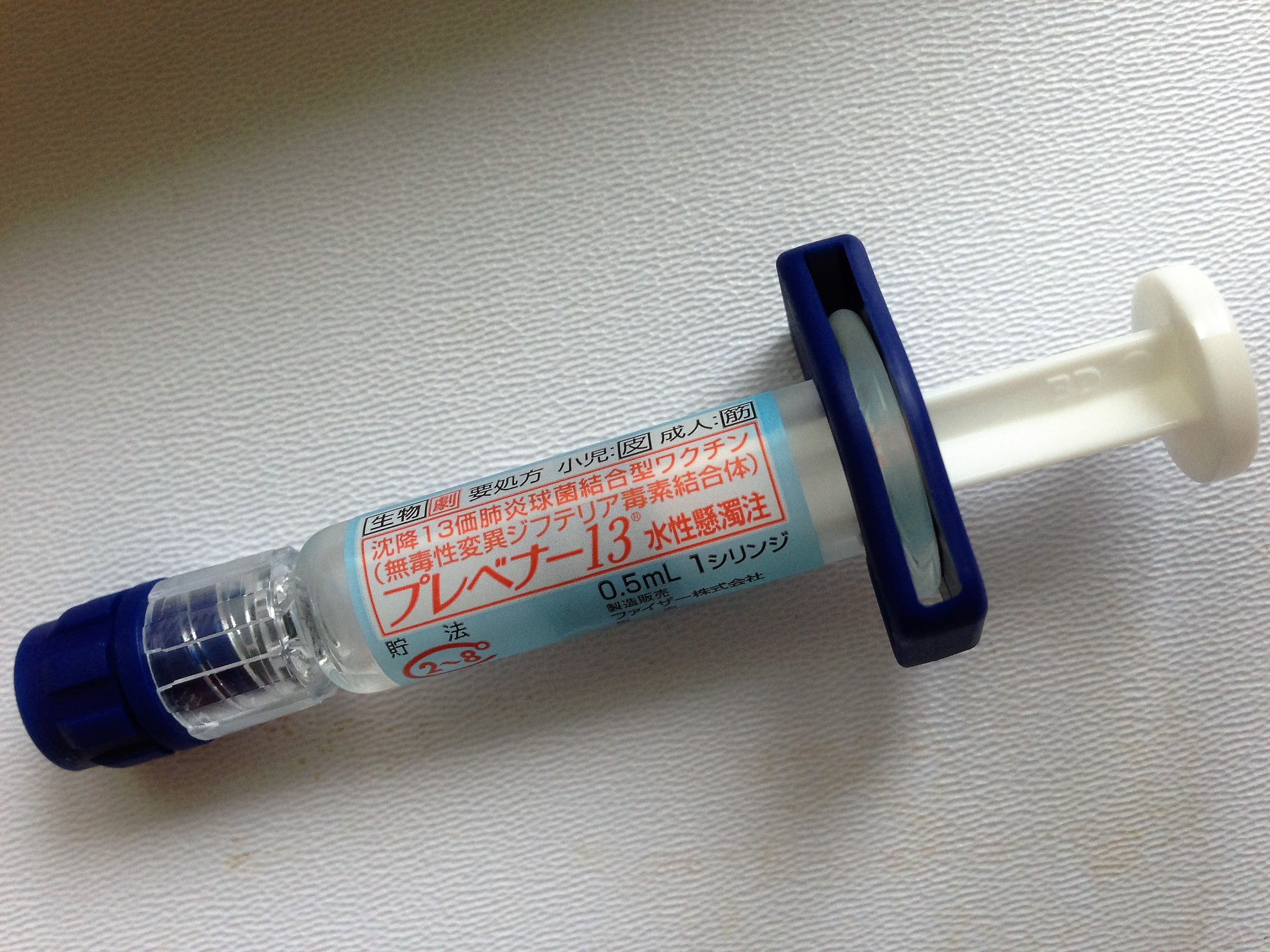
小児用肺炎球菌ワクチン「プレベナー13」

2010年2月に、日本で沈降7価肺炎球菌結合型ワクチン（無毒性変異ジフテリア毒素結合体）が市販され、細菌性髄膜炎などの肺炎球菌感染症を予防する目的で、乳幼児への接種が可能となった。世界101の国・地域で承認されている。対象は生後2カ月〜6歳未満。標準接種回数は4回、1回1万円前後。日本では2013年の予防接種法の改正で定期接種となった（2013年4月1日からHibワクチン、子宮頸がんワクチンとともに自己負担無償化）。
2013年11月1日より、今までの7価のワクチンから13価のワクチンへと変更となった。このことにより、ワクチンによってカバーされる血清型は7から13種類に増え、より予防できる範囲が拡大した。すでに7価で接種をすべて完了し8週間以上経過した後に、13価を接種した場合にも、追加6種類に対する抗体は上昇するとされており、希望者が任意で接種することは可能（自費）。
2014年6月20日、65歳以上の高齢者に対しても適応が拡大された。ただしニューモバックスNPと異なり公費補助はない。
肺炎球菌ワクチンの投与歴のない高齢成人（60歳-64歳）に置いて、PCV13（プレベナー13）をPPV23（ニューモバックス）と比較した試験によれば、PCV13の方が高力価であったと報告されている。

## 遺伝学への貢献
この菌はまた、遺伝学において重要な役割を担ったことでも知られている。
1928年、フレデリック・グリフィスはこの菌のうち莢膜をもち滑らかなコロニーを形成するS型菌（病原性がある）を加熱殺菌し、莢膜をもたずしわのあるコロニーを形成するR型菌（病原性がない）と混ぜてネズミに注射するとネズミが発病し、体内にS型菌が生ずることを発見した（グリフィスの実験）。オズワルド・アベリーは後にこの現象を形質転換と名づけ、また、この肺炎双球菌に肺炎を起こすS型病原性菌と、肺炎を起こさないR型とがある性質を利用して、形質転換を起こす物質がDNAであることを1944年に実施した実験から導いた。このことは遺伝子の本体がDNAであることを強く示唆するものであったから、それ以降の研究の方向に極めて大きな影響を与えた。